# Лиз Трас
Мери Елизабет Трас (енгл. Mary Elizabeth Truss;  26. јул 1975) британска је политичарка. Током 45 дана обављала је функцију премијерке Уједињеног Краљевства. Похађала је Мертон колеџ у Оксфорду и била је председник Либералних демократа Универзитета Оксфорд. Године 1996, придружила се Конзервативној странци.
Раније је била на функцији државног секретара за спољне послове, Комонвелт и развој од 2021. и министарка за жене и равноправност од 2019. године. Чланица је Конзервативне партије и била је чланица парламента за југозападни Норфок од 2010. до 2024. године. Обављала је различите дужности у кабинетима премијера Дејвида Камерона, Терезе Меј и Бориса Џонсона.
Трасова је 20. октобра 2022. поднела оставку, 45 дана након што је постала премијерка.

## Младост
Мери Елизабет Трас је рођена 26. јула 1975. у Оксфорду, Енглеска, од професора Џона Траса и Присиле Трас (девојачки Грасби). Она има три млађа брата, Криса, Патрика и Френсиса. Од малих ногу је позната по средњем имену. Њен отац је емеритус професор чисте математике на Универзитету у Лидсу, док је њена мајка била медицинска сестра и учитељица. Трас је описала своје родитеље као „лево од лабуриста”; њена мајка је била члан Кампање за нуклеарно разоружање. Када се Трас касније кандидовала на изборима у парламенту као конзервативац, њена мајка је пристала да води кампању за њу, док је њен отац то одбио. Трасови родитељи су се развели 2003. године; на изборима за Градско веће Лидса 2004, њена мајка се неуспешно кандидовала за изборе као припадник либералних демократа.
Породица се преселила у Пејсли, Ренфрушир, у Шкотској када је она имала четири године, живећи тамо од 1979. до 1985. са Лиз која је похађала основну школу Вест. Она је затим похађала школу Раундхеј, у области Раундхеј у Лидсу, неселективну државну школу, школу за коју је касније рекла да је „подбацивала“ децу. Са дванаест година провела је годину дана у Бернабију у Британској Колумбији, где је похађала основну школу Паркрест док је њен отац предавао на Универзитету Сајмон Фрејзер. Трас је похвалила кохерентан наставни план и програм и канадски став да је „заиста добро бити најбољи у разреду“, што она пореди са њеним образовањем у школи Раундхеј. Адолесцентни другови из разреда су Трас памтили као студиозну девојку са „штреберским” пријатељима. Наводно је била заинтересована за социјална питања као што је бескућништво. Студирала је филозофију, политику и економију на Мертон колеџу у Оксфорду, и дипломирала је 1996. године.
Лиз је била активна у либералним демократама. Била је председница Либералних демократа Универзитета Оксфорд и чланица националног извршног комитета Либерално демократске омладине и студената (LDYS). Током свог времена као либерални демократа, Трас је подржавала легализацију канабиса и укидање монархије, и водила је кампању против Закона о кривичном правосуђу и јавном реду из 1994. године.
Лиз се придружила Конзервативној странци 1996.

## Публикације
- Kounine, Laura; Marks, John; Truss, Elizabeth (јун 2008). The value of mathematics (PDF). London: Reform. ISBN 978-1-905730-09-4. Архивирано из оригинала (PDF) 16. 4. 2009. г.
- Bassett, Dale; Cawston, Thomas; Thraves, Laurie; Truss, Elizabeth (јун 2009). A new level (PDF). London: Reform. ISBN 978-1-905730-19-3.
- Truss, Elizabeth; Bosanquet, Nick (септембар 2009). Risky Business: "Nudging" you to make the "right" choices (PDF). London: Chartered Insurance Institute.
- Truss, Elizabeth (15. 3. 2011). Academic rigour and social mobility: how low income students are being kept out of top jobs. Centre Forum. Архивирано из оригинала 19. 4. 2012. г.
- Kwarteng, Kwasi; Patel, Priti; Raab, Dominic; Skidmore, Chris; Truss, Liz (2011). After the Coalition. London: Biteback Publishing. ISBN 978-1-84954-212-8.
- Truss, Elizabeth (мај 2012). Affordable quality: new approaches to childcare (PDF). Centre Forum. Архивирано из оригинала (PDF) 9. 11. 2016. г. Приступљено 30. 6. 2012.
- Truss, Elizabeth (30. 4. 2016). „EU membership – benefits for animal health and welfare”. Veterinary Record. 178 (18): 435. PMID 27127086. S2CID 42245508. doi:10.1136/vr.i2349.